# Mark Lester
Mark Lester, all'anagrafe Mark A. Letzer (Oxford, 11 luglio 1958), è un attore britannico.

## Biografia

### Giovinezza
Lester nacque ad Oxford, Oxfordshire, nel sud dell'Inghilterra, dall'attrice Rita Keene Lester e dall'attore e produttore Michael Lester. Suo padre era ebreo e sua madre anglicana.
Il suo percorso di studi si svolse in tre scuole indipendenti: la Corona Theatre School in Ravenscourt Park in West London, seguita dalla Tower House School, una scuola maschile vicino a Richmond Park e alla Halliford School di Shepperton nel Surrey.

### Carriera

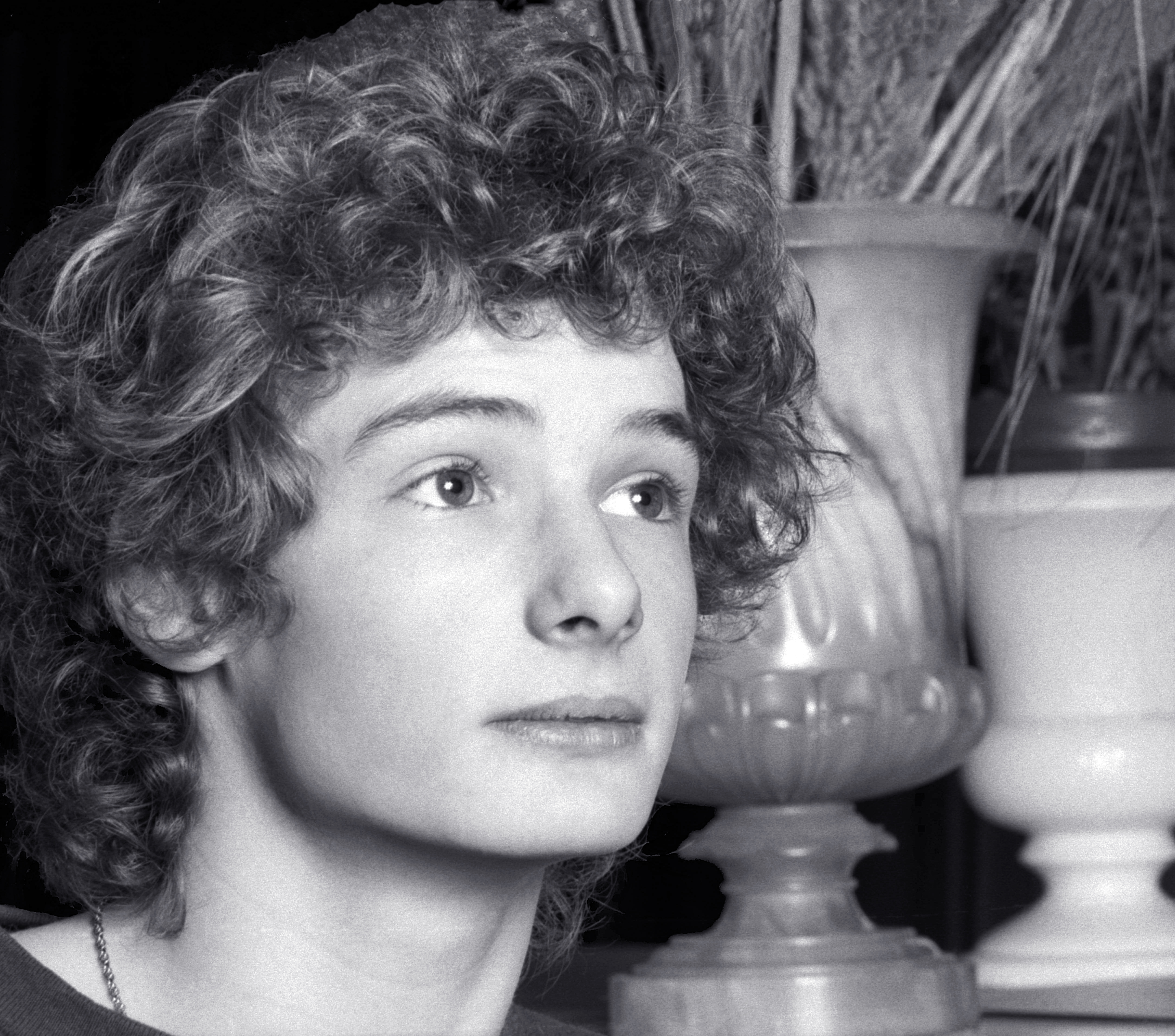
Lester nel 1975.

Lester iniziò la sua carriera cinematografica recitando in alcune serie televisive britanniche come The Human Jungle e Gioco pericoloso.
Nel 1964, all'età di sei anni, apparve nel film Il poliziotto 202 di Robert Dhéry, accanto a Diana Dors. Due anni dopo recitò, non accreditato, nel film fantascientifico Fahrenheit 451 (1966) di François Truffaut.
Nel 1967, all'età di otto anni, Lester fu scelto per far parte del cast del musical Oliver! (1968), nel ruolo del protagonista. Tra gli altri attori del film, diretto da Sir Carol Reed, sono da ricordare Jack Wild, Ron Moody, Shani Wallis e Oliver Reed. Poiché Lester non era in grado di cantare, tutte le sue canzoni nel film furono doppiate da Kathe Green, figlia del musicista Johnny Green. Durante le riprese, Lester strinse amicizia con Jack Wild e la loro amicizia durò anche dopo il termine delle riprese. Quando Wild ricevette una candidatura come Miglior attore non protagonista agli Oscar 1969 per il film, i due presenziarono insieme alla cerimonia di premiazione.
Lester e Wild torneranno a lavorare insieme nel film Come sposare la compagna di banco e farla in barba alla maestra (1971).
Nel 1969, Lester ottenne il plauso della critica per la sua interpretazione del bambino disabile in Corri libero e selvaggio. Raggiunto ormai il successo, recitò in molti altri film, tra i quali Il ragazzo ha visto l'assassino e deve morire (1970), con Susan George, Criniera selvaggia (1971), La tua presenza nuda! (1971), con Britt Ekland, e Chi giace nella culla della zia Ruth? (1972), con Shelley Winters.

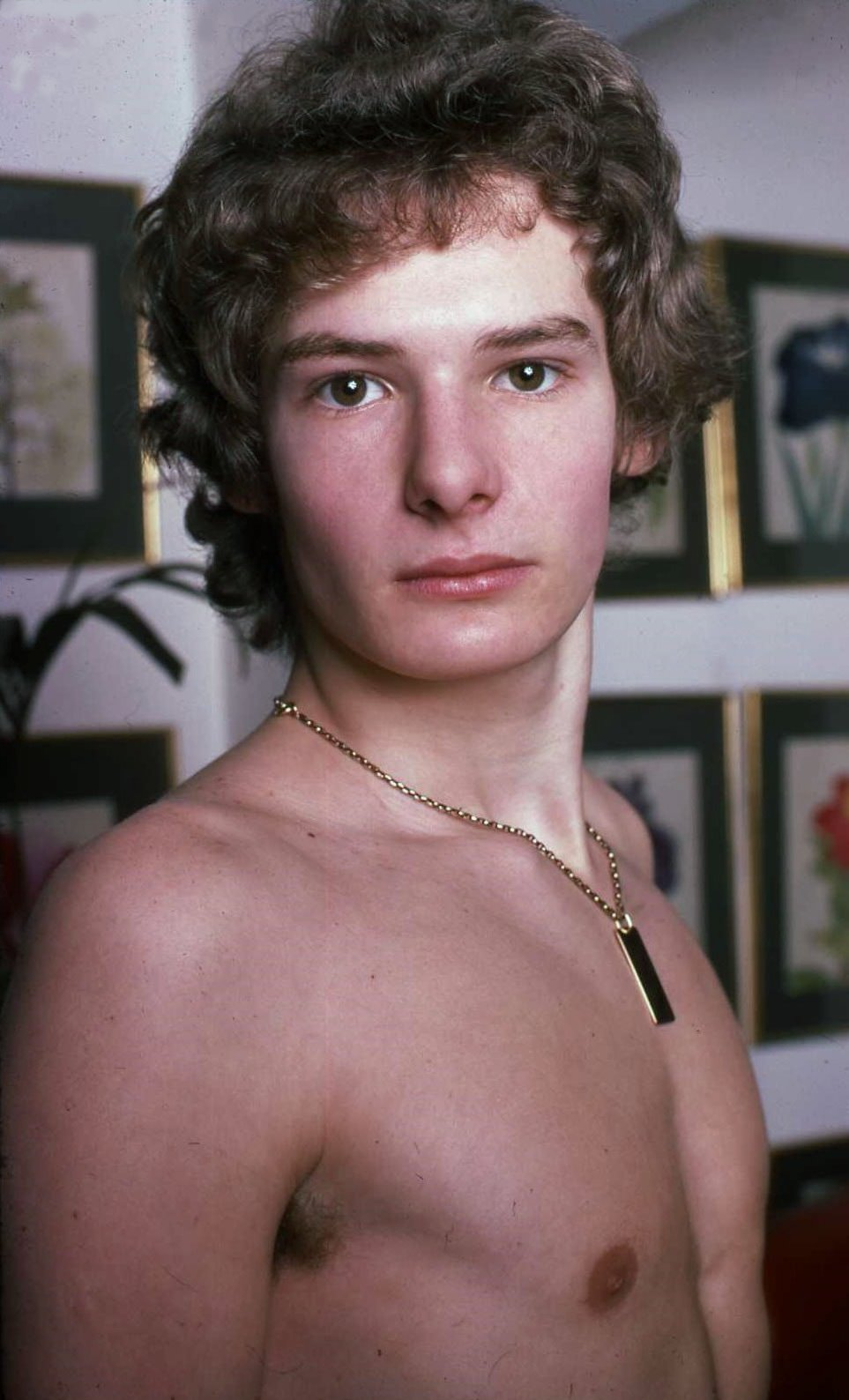
Lester nel 1977.

Dopo questo periodo, Lester iniziò a trovare difficoltà a reperire ruoli adatti nel Regno Unito, così decise di cercarli all'estero. In Italia recitò nel film Senza ragione (1973) con Telly Savalas e nel western Un magnifico ceffo da galera (1973) con Kirk Douglas. L'ultimo film della sua parentesi cinematografica italiana fu il drammatico La prima volta, sull'erba (1974), film che ottenne una candidatura all'Orso d'oro alla 25ª edizione del Festival internazionale del cinema di Berlino. Nel 1977 apparve nuovamente in un film britannico, Il principe e il povero, accanto a celebri star cinematografiche come Raquel Welch, Charlton Heston, Rex Harrison, George C. Scott e Oliver Reed, con il quale già aveva recitato in Oliver!.

### Ritiro dalla recitazione
Dopo lo scarso successo de Il principe e il povero, all'età di 19 anni Lester prese la decisione di smettere di recitare. Si diplomò all'età di 28 anni, diventando un osteopata, dopo gli studi presso la British School of Osteopathy. Nel 1993, Lester aprì la Carlton Clinic, una clinica di agopuntura a Cheltenham.

### Ritorno sulle scene
Nel 2009 venne annunciato che Lester sarebbe tornato a recitare, dopo più di 30 anni di assenza dalle scene, nel ruolo di Re Harold II per un film intitolato 1066. Il film avrebbe segnato inoltre il debutto come attore di suo figlio Felix. Come dichiarato in seguito dall'attore, però, i produttori non riuscirono a trovare i finanziamenti necessari e il film non si fece. Nel 2019 l'attore appare, assieme a sua figlia Lucy, nel documentario Michael Jackson: Chase the Truth per difendere l'amico scomparso dalle accuse postume mosse dal documentario Leaving Neverland (2019).

## Vita privata
Mark Lester è stato sposato con una donna di nome Jane dal 1993 al 2005. La coppia ha avuto 4 figli: Lucy, Harriet, Olivia e Felix. Nel 2006 si è risposato con un'altra donna di nome Lisa, un'infermiera psichiatrica, che ha lasciato nel 2012.
Grande amico di Michael Jackson, dopo la morte del cantante, nell'agosto 2009, Lester rilasciò un'intervista al tabloid britannico News of the World, sostenendo di poter essere il padre biologico di Paris, la secondogenita del cantante. Lester dichiarò infatti di essere stato donatore di sperma per Jackson nel 1996 ed annunciò di essere disposto a fare un test di paternità per determinare se egli era realmente il padre della bambina. In precedenza aveva criticato aspramente coloro che affermavano che Jackson non era il padre biologico dei suoi figli. Jane Lester, sua ex moglie e madre dei figli di Lester, smentì queste affermazioni affermando che Lester era "matto" e che aveva conosciuto Jackson solamente nel 2001, dopo la nascita dei primi due figli del cantante. Brian Oxman, l'ex avvocato della famiglia Jackson, disse in un'intervista televisiva: «La cosa che ho sempre sentito dire da Michael è che lui era il padre dei suoi figli, ed io credo a quello che dice Michael». Lester ha infine dichiarato nel 2019 che se i figli dell'amico scomparso fossero o meno stati concepiti tramite il suo sperma con l'inseminazione artificiale, i figli erano e restavano di Michael Jackson perché lui li aveva cresciuti: «Michael ha cresciuto quei ragazzi. Indipendentemente da chi sia il cosiddetto padre biologico o altro, Michael ha cresciuto quei bambini come suoi».

## Filmografia

### Cinema
- Il poliziotto 202 (Allez France!), regia di Robert Dhéry, Pierre Tchernia (1964)
- Spaceflight IC-1: An Adventure in Space, regia di Bernard Knowles (1965)
- Fahrenheit 451, regia di François Truffaut (1966) (non accreditato)
- Tutte le sere alle nove (Our Mother's House), regia di Jack Clayton (1967)
- Oliver!, regia di Carol Reed (1968)
- Corri libero e selvaggio (Run Wild, Run Free), regia di Richard C. Sarafian (1969)
- Il ragazzo ha visto l'assassino e deve morire (Eyewitness), regia di John Hough (1970)
- Il bambino che rubò un elefante (The Boy Who Stole the Elephant), regia di Michael Caffey (1970)
- Come sposare la compagna di banco e farla in barba alla maestra (Melody), regia di Waris Hussein (1971)
- Criniera selvaggia (Black Beauty), regia di James Hill (1971)
- La tua presenza nuda! (Diabólica malicia), regia di James Kelley (1972)
- Chi giace nella culla della zia Ruth? (Whoever Slew Auntie Roo?), regia di Curtis Harrington (1972)
- Senza ragione, regia di Silvio Narizzano (1973)
- Sotsugyo ryoko, regia di Masanobu Dene (1973)
- Un magnifico ceffo da galera (Scalawag), regia di Kirk Douglas (1973)
- La prima volta, sull'erba, regia di Gianluigi Calderone (1975)
- Il principe e il povero (Crossed Swords), regia di Richard Fleischer (1977)

### Televisione
- The Human Jungle, nell'episodio "The Twenty-Four Hour Man" (1964)
- Court Martial, nell'episodio "Retreat from Life" (1965)
- Gioco pericoloso (Danger Man), nell'episodio "Dangerous Secret" (1966)
- Dove vai Bronson? (Then Came Bronson), nell'episodio "The Runner" (1969)
- La signora e il fantasma (The Ghost & Mrs. Muir), nell'episodio "Puppy Love" (1969)
- Disneyland (Walt Disney's Wonderful World of Color), negli episodi "The Boy Who Stole the Elephant: Part 1" (1970) e "The Boy Who Stole the Elephant: Part 2" (1970)
- Michael Jackson: Chase the Truth, documentario (2019)
- Michael Jackson - L'uomo allo specchio (Michael Jackson: Who Was the Man in the Mirror?),  documentario (2020)

## Riconoscimenti
- Young Hollywood Hall of Fame (1960's)
- 1970 – Laurel Award
  - Candidatura al Miglior attore debuttante[19]